# Флаг Ставрополя
Флаг муниципального образования города Ста́врополя Ставропольского края Российской Федерации.
Ныне действующий флаг утверждён 30 сентября 2014 года решением Ставропольской городской Думы № 545 и подлежит внесению в Государственный геральдический регистр Российской Федерации.
До 1 января 2015 года допускалось использование флага города Ставрополя в ранее принятом виде.

## Описание
«Флаг города Ставрополя представляет собой прямоугольное полотнище белого цвета, пересечённое золотистым крестом. Середина горизонтальной полосы креста расположена по оси симметрии, ширина её равна 1/3 части ширины полотнища. Правый край вертикальной полосы совпадает с вертикальной осью симметрии.
В центре креста на фоне белого квадрата расположен элемент крепостной стены золотистого цвета с пятью зубьями и открытыми воротами. Отношение ширины флага города Ставрополя и его длины — 1:2».
Решением Ставропольской городской Думы от 24 декабря 2014 года № 592 пропорция сторон флага изменена с 1:2 на 2:3.

## Первый флаг
Первый флаг Ставрополя был разработан и введён в городскую символику постановлением главы администрации города Ставрополя от 3 августа 1993 года № 1173. Решением городской Думы от 21 декабря 1994 года № 124 было утверждено Положение «О флаге города Ставрополя».
Флаг представлял собой прямоугольное полотнище белого цвета, пересеченное золотым крестом. В центре креста на фоне белого квадрата расположен элемент крепостной стены золотистого цвета с пятью зубьями и открытыми воротами. В левом верхнем углу — российский флаг в соответствующих пропорциях.
Данный флаг не мог быть внесён в Государственный геральдический регистр Российской Федерации, так как нарушал федеральный конституционный закон «О Государственном флаге Российской Федерации» — Государственный флаг Российской Федерации не может использоваться в качестве геральдической основы флагов муниципальных образований.

## Символика
Символика флага города Ставрополя включает в себя следующие элементы:
белый цвет полотнища — цвет мира;
крест — «Ставрополь» в переводе с греческого — «город креста»;
золотистый цвет — цвет спелых нив, богатства и плодородия;
зубчатый элемент крепостной стены — связь настоящего с прошлым, является копией стены, изображавшейся раньше на старинном гербе Ставропольской губернии.
Цвета российского флага на первом флаге Ставрополя символизировали принадлежность города к Российскому государству.